# Litewska Kobieta Roku

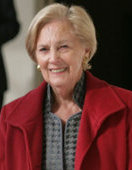
Alma Adamkienė

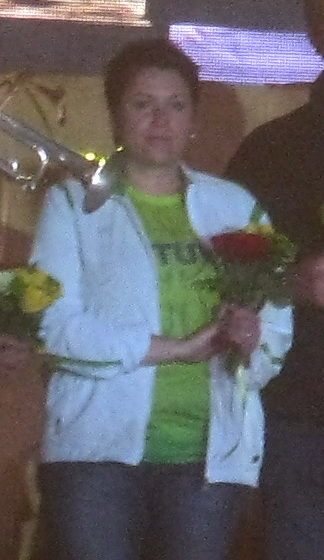
Daina Gudzinevičiūtė

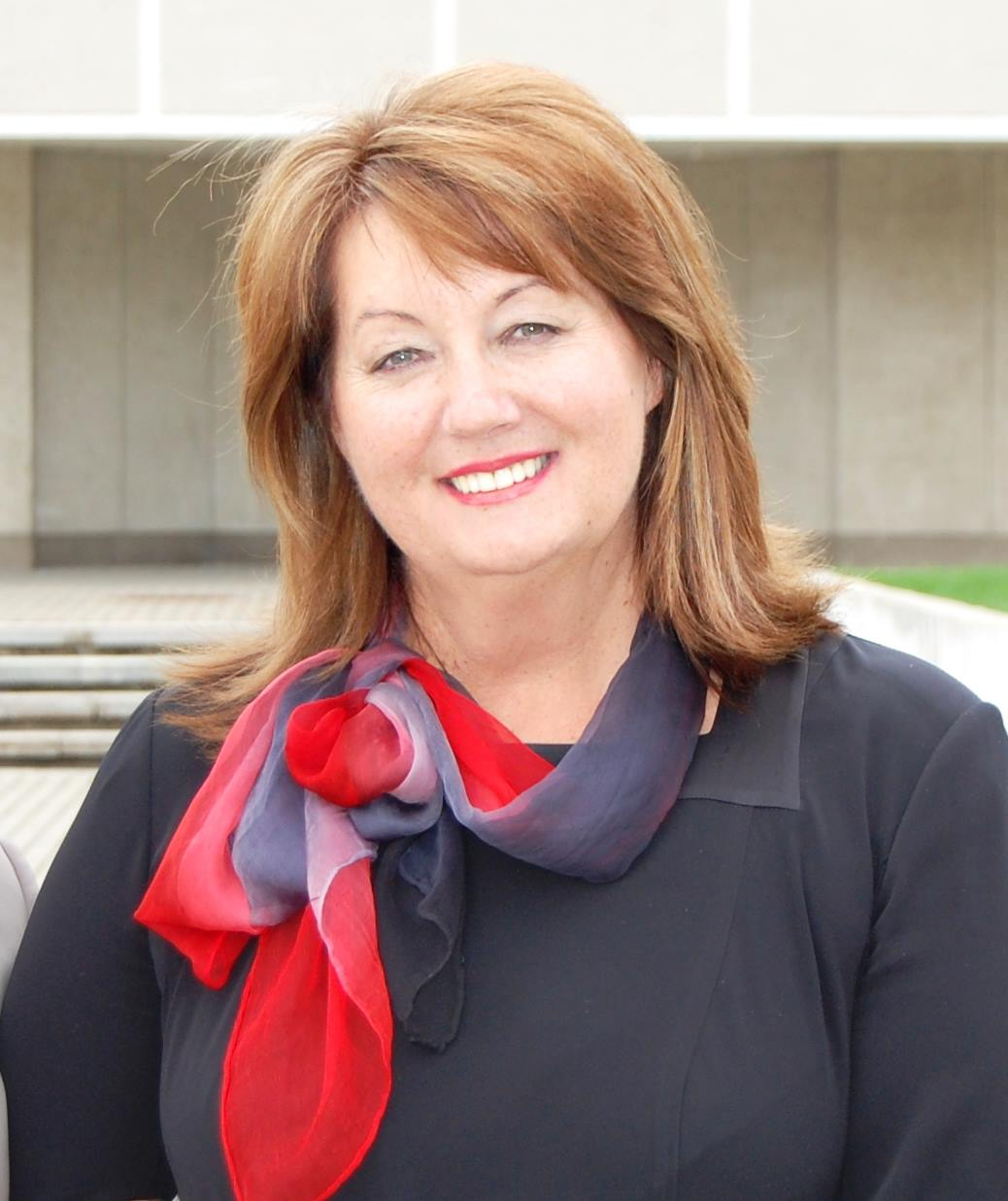
Vilija Blinkevičiūtė

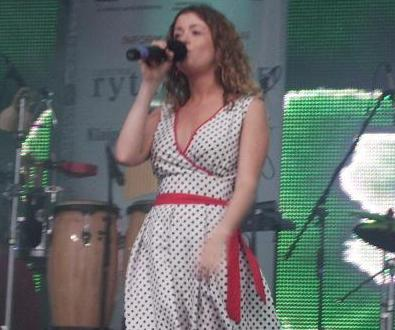
Erica Quinn Jennings

Litewska Kobieta Roku (lit.: Lietuvos moteris też Lietuvos metų moteris) – litewski prestiżowy tytuł nadawany co roku kobietom, które miały największy wpływ na wydarzenia w mijającym roku. Tytuł Kobiety Roku przyznawany jest przez litewski magazyn „Stilius” i grupę medialną Lietuvos rytas.

## Lista dotychczasowych laureatek
| Rok  | Zasłużona                    | Zawód                                                                                       | Uwagi     |
| ---- | ---------------------------- | ------------------------------------------------------------------------------------------- | --------- |
| 1999 | Alma Adamkienė               | żona byłego prezydenta Litwy Valdasa Adamkusa i była pierwsza dama Republiki Litewskiej     | [3][4]    |
| 2000 | Daina Gudzinevičiūtė         | litewska strzelczyni specjalizująca się w trapie, działaczka sportowa, mistrzyni olimpijska | [3][5]    |
| 2001 | Violeta Urmanavičiūtė-Urmana | światowej sławy śpiewaczka operowa                                                          | [3]       |
| 2002 | Agnė Zuokienė                | businesswoman, działaczka społeczna                                                         | [3]       |
| 2003 | Ona Skaistutė Idzelevičienė  | tancerka, trener tańca                                                                      | [3]       |
| 2004 | Vilija Blinkevičiūtė         | polityk, poseł do Parlamentu Europejskiego                                                  | [3]       |
| 2005 | Audronė Urbonaitė            | pisarka i dziennikarka                                                                      | [3]       |
| 2006 | Ramunė Zabulienė             | bankier                                                                                     | [3]       |
| 2007 | Dalia Ibelhauptaitė          | reżyserka i producentka                                                                     | [3]       |
| 2008 | Nida Rutkienė                | właścicielka galerii „Vartai“, znawca sztuki                                                | [3]       |
| 2009 | Irena Degutienė              | polityk, dwukrotnie pełniąca obowiązki premiera                                             | [3]       |
| 2010 | Edita Žiobienė               | Rzecznik Praw Obywatelskich                                                                 | [3]       |
| 2011 | Galina Dauguvietytė          | reżyserka, aktorka, scenarzystka                                                            | [3]       |
| 2012 | Laima Lavaste                | dziennikarka i pisarka                                                                      | [3]       |
| 2013 | Edita Mildažytė              | publicystka, dziennikarka telewizyjna, pisarka, działaczka społeczna                        | [3]       |
| 2014 | Jordan Butkutė               | piosenkarka                                                                                 | [3]       |
| 2015 | Kristina Sabaliauskaitė      | pisarka                                                                                     | [3]       |
| 2016 | Austėja Landsbergienėy       | pedagog, założycielka szkoły Karalienės Mortos                                              | [6]       |
| 2017 | Erica Quinn Jennings         | piosenkarka                                                                                 | [6]       |
| 2018 | Inga Malinauskienė           | businesswoman                                                                               | [6][4][2] |